# Charlotte (strip)
Charlotte is een stripalbum dat voor het eerst is uitgegeven in 1993 met Robert Hugues als schrijver en tekenaar. Dit album werd uitgegeven door Sombrero.